# Südamerikanische Formel-4-Meisterschaft 2016
Die südamerikanische Formel-4-Meisterschaft 2016 (offiziell Fórmula 4 Sudamericana 2016) war die dritte und bislang letzte Saison der südamerikanischen Formel-4-Meisterschaft. Die Meisterschaft fand, anders als in den beiden vergangenen Jahren, nur in Uruguay statt. Es gab 20 Rennen. Die Saison begann am 3. April und endete am 4. Dezember in El Pinar.

## Fahrer
Alle Fahrer verwendeten das Signatech-Chassis FR1.6, den 1,8-Liter-E.torQ-Saugmotor von Fiat und Reifen von Pirelli.
| Auto # | Fahrer              | Rennwochenende | Quelle |
| ------ | ------------------- | -------------- | ------ |
| 07     | Hernán Bueno        | 2–5            |        |
| 08     | Pedro Devaud        | 9–10           |        |
| 010    | Leandro Guedes      | 3, 5, 8–9      |        |
| 012    | Richard Vargas      | 1              |        |
| 020    | Rodrigo Pflucker    | 9–10           |        |
| 028    | Santiago Aguiar     | 1–5, 10        |        |
| 030    | Max Soto Zurita     | 1              |        |
| 033    | Facundo Garese      | Alle           |        |
| 034    | Juan Vieira         | 2–3            |        |
| 036    | Gianfranco Collino  | 3              |        |
| 036    | Nicolás Collazo     | 8              |        |
| 042    | Lorenzo Mauriziano  | 1–2            |        |
| 045    | Baltazar Leguizamón | 1–3            |        |
| 052    | Pedro Caland        | 1              |        |
| 054    | Fernando Mora       | 1–4            |        |
| 060    | Juan Manuel Casella | Alle           |        |
| 062    | Marcelo Bresciani   | 4–7, 9–10      |        |
| 063    | Sebastián Cabarcos  | 8              |        |
| 069    | Nicolás Dezzuto     | 7              |        |
| 078    | Mateo Maffioly      | 6–7            |        |
| 080    | Facundo Ferra       | 4–10           |        |
| 084    | Andrés de Araujo    | 1–2, 4–6, 9    |        |
| 086    | Federico Moreira    | 4–7            |        |
| 087    | Diego Guggiari      | 2–4            |        |
| 092    | Pablo Falchi        | 5–10           |        |
| 097    | Bruna Tomaselli     | Alle           |        |
| 099    | Leonardo Esmerode   | 1–5            |        |
| 115    | Sami Mendaña        | 3–5            |        |
| 122    | Andrés Jakos        | 7              |        |
| 144    | Agustín Cejas       | 2–6, 8–10      |        |
| 162    | Nicolás Martínez    | 4–10           |        |

## Rennkalender
Der Rennkalender wurde am 21. März 2016 veröffentlicht, anders als die Jahre davor fanden alle Rennen nur in Uruguay statt. Es gab zehn Veranstaltungen auf drei Strecken, im Vergleich zum Vorjahr flogen die Rennen in Brasilien sowie Argentinien aus dem Kalender, neu hinzu kam ein Lauf in Rivera.
| Nr. | Datum         | Rennstrecke                                   | Sieger              | Zweiter             | Dritter             | Pole-Position       | Schnellste Rennrunde |
| --- | ------------- | --------------------------------------------- | ------------------- | ------------------- | ------------------- | ------------------- | -------------------- |
| 01. | 03. April     | Autódromo Víctor Borrat Fabini (El Pinar 1)   | Juan Manuel Casella | Baltazar Leguizamón | Lorenzo Mauriziano  | Juan Manuel Casella | Juan Manuel Casella  |
| 02. | 03. April     | Autódromo Víctor Borrat Fabini (El Pinar 1)   | Baltazar Leguizamón | Facundo Garese      | Bruna Tomaselli     |                     | Facundo Garese       |
| 03. | 24. April     | Autódromo Víctor Borrat Fabini (El Pinar 2)   | Juan Manuel Casella | Facundo Garese      | Bruna Tomaselli     | Juan Manuel Casella | Facundo Garese       |
| 04. | 24. April     | Autódromo Víctor Borrat Fabini (El Pinar 2)   | Juan Manuel Casella | Facundo Garese      | Baltazar Leguizamón |                     | Juan Manuel Casella  |
| 05. | 22. Mai       | Autódromo Víctor Borrat Fabini (El Pinar 3)   | Facundo Garese      | Gianfranco Collino  | Bruna Tomaselli     | Juan Manuel Casella | Facundo Garese       |
| 06. | 22. Mai       | Autódromo Víctor Borrat Fabini (El Pinar 3)   | Juan Manuel Casella | Hernán Bueno        | Leandro Guedes      |                     | Hernán Bueno         |
| 07. | 19. Juni      | Polideportivo Ciudad de Mercedes (Mercedes 1) | Juan Manuel Casella | Facundo Garese      | Sami Mendaña        | Juan Manuel Casella | Juan Manuel Casella  |
| 08. | 19. Juni      | Polideportivo Ciudad de Mercedes (Mercedes 1) | Juan Manuel Casella | Sami Mendaña        | Facundo Garese      |                     | Juan Manuel Casella  |
| 09. | 24. Juli      | Autódromo Víctor Borrat Fabini (El Pinar 4)   | Facundo Garese      | Nicolás Martínez    | Pablo Falchi        | Facundo Garese      | Juan Manuel Casella  |
| 10. | 24. Juli      | Autódromo Víctor Borrat Fabini (El Pinar 4)   | Facundo Garese      | Pablo Falchi        | Sami Mendaña        |                     | Facundo Garese       |
| 11. | 21. August    | Autódromo Víctor Borrat Fabini (El Pinar 5)   | Juan Manuel Casella | Facundo Garese      | Agustín Cejas       | Juan Manuel Casella | Agustín Cejas        |
| 12. | 21. August    | Autódromo Víctor Borrat Fabini (El Pinar 5)   | Facundo Garese      | Facundo Ferra       | Bruna Tomaselli     |                     | Juan Manuel Casella  |
| 13. | 11. September | Autódromo Víctor Borrat Fabini (El Pinar 6)   | Juan Manuel Casella | Facundo Ferra       | Pablo Falchi        | Juan Manuel Casella | Pablo Falchi         |
| 14. | 11. September | Autódromo Víctor Borrat Fabini (El Pinar 6)   | Facundo Garese      | Facundo Ferra       | Nicolás Martínez    |                     | Facundo Garese       |
| 15. | 02. Oktober   | Autódromo Eduardo P. Cabrera (Rivera)         | Nicolás Collazo     | Bruna Tomaselli     | Facundo Ferra       | Nicolás Collazo     | Facundo Ferra        |
| 16. | 02. Oktober   | Autódromo Eduardo P. Cabrera (Rivera)         | Juan Manuel Casella | Facundo Garese      | Nicolás Collazo     |                     | Nicolás Collazo      |
| 17. | 06. November  | Polideportivo Ciudad de Mercedes (Mercedes 2) | Rodrigo Pflucker    | Juan Manuel Casella | Facundo Garese      | Rodrigo Pflucker    | Rodrigo Pflucker     |
| 18. | 06. November  | Polideportivo Ciudad de Mercedes (Mercedes 2) | Facundo Ferra       | Juan Manuel Casella | Facundo Garese      |                     | Rodrigo Pflucker     |
| 19. | 04. Dezember  | Autódromo Víctor Borrat Fabini (El Pinar 7)   | Rodrigo Pflucker    | Agustín Cejas       | Pedro Devaud        | Pablo Falchi        | Rodrigo Pflucker     |
| 20. | 04. Dezember  | Autódromo Víctor Borrat Fabini (El Pinar 7)   | Rodrigo Pflucker    | Pablo Falchi        | Nicolás Martínez    |                     | Rodrigo Pflucker     |

## Wertung

### Punktesystem
Bei jedem Rennen bekamen die ersten zehn des Rennens 25, 18, 15, 12, 10, 8, 6, 4, 2 bzw. 1 Punkt(e). Es gab keine Punkte für die Pole-Position und die schnellste Rennrunde. Gaststarter wurden in der Fahrerwertung nicht berücksichtigt.
| Punkteverteilung | Punkteverteilung | Punkteverteilung | Punkteverteilung | Punkteverteilung | Punkteverteilung | Punkteverteilung | Punkteverteilung | Punkteverteilung | Punkteverteilung | Punkteverteilung | Punkteverteilung | Punkteverteilung |
| ---------------- | ---------------- | ---------------- | ---------------- | ---------------- | ---------------- | ---------------- | ---------------- | ---------------- | ---------------- | ---------------- | ---------------- | ---------------- |
| Platz            | 1                | 2                | 3                | 4                | 5                | 6                | 7                | 8                | 9                | 10               | PP               | SR               |
| Rennen 01 – 18   | 25               | 18               | 15               | 12               | 10               | 8                | 6                | 4                | 2                | 1                | 1                | 1                |
| Rennen 19 & 20   | 50               | 36               | 30               | 24               | 20               | 16               | 12               | 8                | 4                | 2                | 1                | 1                |

### Fahrerwertung
| Pos. | Fahrer        | PN1 | PN1 | PN2 | PN2 | PN3 | PN3 | MR1 | MR1 | PN4 | PN4 | PN5 | PN5 | PN6 | PN6 | RIV | RIV | MR2 | MR2 | PN7 | PN7 | Punkte |
| Pos. | Fahrer        | R1  | R2  | R1  | R2  | R1  | R2  | R1  | R2  | R1  | R2  | R1  | R2  | R1  | R2  | R1  | R2  | R1  | R2  | R1  | R2  | Punkte |
| ---- | ------------- | --- | --- | --- | --- | --- | --- | --- | --- | --- | --- | --- | --- | --- | --- | --- | --- | --- | --- | --- | --- | ------ |
| 01   | F. Garese     | 4   | 2   | 2   | 2   | 1   | DNF | 2   | 3   | 1   | 1   | 2   | 1   | 5   | 1   | 5   | 2   | 3   | 3   | DNF | 8   | 324    |
| 02   | J. Casella    | 1   | DNF | 1   | 1   | DNS | 1   | 1   | 1   | 8   | 4   | 1   | 7   | 1   | 10  | DNF | 1   | 2   | 2   | DNF | 4   | 320    |
| 03   | F. Ferra      |     |     |     |     |     |     | DNF | 5   | DNF | DNF | 4   | 2   | 2   | 2   | 3   | 7   | 5   | 1   | 4   | 7   | 169    |
| 04   | B. Tomaselli  | 6   | 3   | 3   | 6   | 3   | 7   | 6   | 4   | 10  | DNF | 8   | 3   | 7   | 8   | 2   | 6   | 11  | 10  | 6   | 9   | 164    |
| 05   | P. Falchi     |     |     |     |     |     |     |     |     | 3   | 2   | 5   | 5   | 3   | 6   | 6   | 8   | 4   | 9   | 8   | 2   | 148    |
| 06   | R. Pflucker   |     |     |     |     |     |     |     |     |     |     |     |     |     |     |     |     | 1   | 4   | 1   | 1   | 142    |
| 07   | N. Martínez   |     |     |     |     |     |     | 8   | 7   | 2   | 10  | 7   | DSQ | 9   | 3   | 8   | 4   | 9   | 7   | 5   | 3   | 116    |
| 08   | A. Cejas      |     |     | DNF | 7   | 8   | 5   | 11  | DNF | DNF | 5   | 3   | DSQ |     |     | 4   | 5   | 7   | DSQ | 2   | 10  | 112    |
| 09   | S. Mendaña    |     |     |     |     | 4   | 4   | 3   | 2   | 6   | 3   |     |     |     |     |     |     |     |     |     |     | 80     |
| 10   | B. Leguizamón | 2   | 1   | 4   | 3   | DNF | 9   |     |     |     |     |     |     |     |     |     |     |     |     |     |     | 72     |
| 11   | M. Bresciani  |     |     |     |     |     |     | 9   | 10  | DNF | DNF | 6   | 6   | DNF | 7   |     |     | 10  | 5   | DNF | 5   | 56     |
| 12   | S. Aguiar     | DNF | 8   | DNF | 10  | 11  | 6   | WD  | WD  | 9   | 7   |     |     |     |     |     |     |     |     | 7   | 6   | 51     |
| 13   | P. Devaud     |     |     |     |     |     |     |     |     |     |     |     |     |     |     |     |     | 6   | 6   | 3   | DNF | 46     |
| 14   | N. Collazo    |     |     |     |     |     |     |     |     |     |     |     |     |     |     | 1   | 3   |     |     |     |     | 42     |
| 15   | L. Guedes     |     |     |     |     | 6   | 3   |     |     | DNF | 8   |     |     |     |     | 7   | 10  | 8   | 8   |     |     | 42     |
| 16   | H. Bueno      |     |     | DNF | DNF | 7   | 2   | 7   | 8   | 7   | DNF |     |     |     |     |     |     |     |     |     |     | 41     |
| 17   | D. Guggiari   |     |     | 7   | 8   | 5   | DNF | 5   | 6   |     |     |     |     |     |     |     |     |     |     |     |     | 38     |
| 18   | A. de Araujo  | 7   | 6   | 5   | DNF |     |     | 4   | DNF | DNF | DNF | 10  | DNF |     |     |     |     | 12  | 11  |     |     | 37     |
| 19   | F. Moreira    |     |     |     |     |     |     | 10  | 9   | 4   | 6   | DSQ | EX  | 6   | 11  |     |     |     |     |     |     | 31     |
| 20   | L. Mauriziano | 3   | 4   | DNF | DNF |     |     |     |     |     |     |     |     |     |     |     |     |     |     |     |     | 27     |
| 21   | F. Mora       | DNF | 5   | 8   | 4   | DNF | DNS | DNF | DNF |     |     |     |     |     |     |     |     |     |     |     |     | 26     |
| 22   | A. Jakos      |     |     |     |     |     |     |     |     |     |     |     |     | 4   | 4   |     |     |     |     |     |     | 24     |
| 23   | J. Vieira     |     |     | 6   | 5   | 9   | 8   |     |     |     |     |     |     |     |     |     |     |     |     |     |     | 24     |
| 24   | G. Collino    |     |     |     |     | 2   | DNF |     |     |     |     |     |     |     |     |     |     |     |     |     |     | 18     |
| 25   | M. Maffioly   |     |     |     |     |     |     |     |     |     |     | 9   | 4   | DNF | 9   |     |     |     |     |     |     | 16     |
| 26   | R. Vargas     | 5   | 7   |     |     |     |     |     |     |     |     |     |     |     |     |     |     |     |     |     |     | 16     |
| 27   | L. Esmerode   | DNS | DNF | DNF | 9   | 10  | DNF | WD  | WD  | 5   | 9   |     |     |     |     |     |     |     |     |     |     | 15     |
| 28   | N. Dezzuto    |     |     |     |     |     |     |     |     |     |     |     |     | 8   | 5   |     |     |     |     |     |     | 14     |
| 29   | S. Cabarcos   |     |     |     |     |     |     |     |     |     |     |     |     |     |     |     |     | 9   | 9   |     |     | 4      |
| NC   | M. Zurita     | WD  | WD  |     |     |     |     |     |     |     |     |     |     |     |     |     |     |     |     |     |     | –      |
| NC   | P. Caland     | WD  | WD  |     |     |     |     |     |     |     |     |     |     |     |     |     |     |     |     |     |     | –      |
| Pos. | Fahrer        | R1  | R2  | R1  | R2  | R1  | R2  | R1  | R2  | R1  | R2  | R1  | R2  | R1  | R2  | R1  | R2  | R1  | R2  | R1  | R2  | Punkte |
| Pos. | Fahrer        | PN1 | PN1 | PN2 | PN2 | PN3 | PN3 | MR1 | MR1 | PN4 | PN4 | PN5 | PN5 | PN6 | PN6 | RIV | RIV | MR2 | MR2 | PN7 | PN7 | Punkte |

| Legende       | Legende                        | Legende                                                              |
| Farbe         | Abkürzung                      | Bedeutung                                                            |
| ------------- | ------------------------------ | -------------------------------------------------------------------- |
| Gold          | –                              | Sieg                                                                 |
| Silber        | –                              | 2. Platz                                                             |
| Bronze        | –                              | 3. Platz                                                             |
| Grün          | –                              | 4. bis 10. Platz                                                     |
| Hellblau      | –                              | 10. Platz aufwärts (punktberechtigt)                                 |
| Blau          | –                              | Klassifiziert außerhalb der Punkteränge                              |
| Dunkelblau    | –                              | Klassifiziert innerhalb der Punkteränge aber keine Punktberechtigung |
| Violett       | DNF                            | Rennen nicht beendet (did not finish)                                |
| Violett       | NC                             | nicht klassifiziert (not classified)                                 |
| Rot           | DNQ                            | nicht qualifiziert (did not qualify)                                 |
| Rot           | DNPQ                           | in Vorqualifikation gescheitert (did not pre-qualify)                |
| Schwarz       | DSQ                            | disqualifiziert (disqualified)                                       |
| Weiß          | DNS                            | nicht am Start (did not start)                                       |
| Weiß          | WD                             | zurückgezogen (withdrawn)                                            |
| ohne          | PO                             | nur am Training teilgenommen (practiced only)                        |
| ohne          | DNP                            | nicht am Training teilgenommen (did not practice)                    |
| ohne          | INJ                            | verletzt oder krank (injured)                                        |
| ohne          | EX                             | ausgeschlossen (excluded)                                            |
| ohne          | DNA                            | nicht erschienen (did not arrive)                                    |
| ohne          | C                              | Rennen abgesagt (cancelled)                                          |
| ohne          | keine Teilnahme                |                                                                      |
| sonstige      | P/fett                         | Pole-Position                                                        |
| sonstige      | SR/kursiv                      | Schnellste Rennrunde                                                 |
| sonstige      | Q                              | Extrapunkte für Pole-Position                                        |
| sonstige      | X                              | Extrapunkte für gewonnene Positionen                                 |
| sonstige      | *                              | nicht im Ziel, aufgrund der zurückgelegten Distanz aber gewertet     |
| sonstige      | ()                             | Streichresultate                                                     |
| unterstrichen | Führender in der Gesamtwertung |                                                                      |